# José María Bottaro y Hers
José María Bottaro y Hers OFM (ur. 24 października 1859 w San Pedro, zm. 11 maja 1935 w Buenos Aires) – argentyński duchowny rzymskokatolicki, franciszkanin, dyplomata papieski, arcybiskup Buenos Aires.

## Życiorys

### Młodość i prezbiteriat
Urodził się jako Rafael Bottaro y Hers w rodzinie imigrantów pracujących w rolnictwie. Jego ojciec Esteban Bottaro był Włochem, a jego matka María Hers pochodziła z Gibraltaru.
6 kwietnia 1881 wstąpił do Zakonu Braci Mniejszych, gdzie przybrał imiona José María. Pierwsze śluby złożył 15 kwietnia 1882, a śluby wieczyste 16 kwietnia 1885. 25 września 1886 otrzymał święcenia prezbiteriatu.
W zakonie pełnił różnorakie funkcje - był nauczycielem filozofii, teologii dogmatycznej i prawa kanonicznego we franciszkańskich domach formacyjnych, bibliotekarzem w klasztorze w Buenos Aires, mistrzem nowicjatu, brał udział w tworzeniu prasy katolickiej. Następnie był przełożonym klasztorów w Buenos Aires i Aarón Castellanos oraz prowincjałem franciszkańskiej Prowincji Wniebowzięcia Najświętszej Maryi Panny z Río de la Plata.
Następnie wyjechał do Rzymu, gdzie przez sześć lat był definitorem przy Kurii Generalnej Zakonu Braci Mniejszych. Później z polecenia papieża pełnił misje dyplomatyczne w Rzymie i różnych krajach Ameryki. W 1910 papież Pius X powierzył mu trudną misję w Meksyku, podczas wybuchu rewolucji meksykańskiej i związanych z nią prześladowań Kościoła. O. Bottaro y Hers pełnił tę misję w ubraniu świeckim, ze względu na prawo zakazujące używania stroju duchownego w Meksyku.

### Arcybiskup Buenos Aires
Po śmierci poprzedniego arcybiskupa Buenos Aires Mariano Antonio Espinosy w 1923, prezydent Argentyny Marcelo Torcuato de Alvear zaproponował własną listę kandydatów na stołeczną katedrę, która jednak została odrzucona przez papieża Piusa XI. Konflikt spowodował ponad trzyletni wakat na stanowisku arcybiskupa Buenos Aires. Zakończył on się w 1926, gdy zaproponowano kandydaturę o. Bottaro y Hersa, będącą do przyjęcia zarówno przez Watykan jak i argentyński rząd. O. Bottaro y Hers był jedynym arcybiskupem Buenos Aires w historii, który w chwili nominacji nie pełnił żadnej funkcji biskupiej. 67-letni zakonnik był już wówczas na emeryturze i nie pełnił żadnych oficjalnych funkcji.
9 września 1926 papież Pius XI mianował go arcybiskupem Buenos Aires. 5 grudnia 1926 w bazylice franciszkańskiej w Buenos Aires przyjął sakrę biskupią z rąk nuncjusza apostolskiego w Argentynie abpa Filippo Cortesiego. Współkonsekratorami byli arcybiskup Montevideo Juan Francisco Aragone oraz biskup La Platy Francisco Alberti.
Będąc arcybiskupem nie przyjął sutanny biskupiej, pozostając przy habicie franciszkańskim. Założył argentyńską Akcję Katolicką. Od 1930 problemy zdrowotne znacznie utrudniały mu wykonywanie obowiązków. 20 października 1932 złożył rezygnację z arcybiskupstwa. Otrzymał wówczas arcybiskupstwo tytularne Macra. Resztę życia spędził w klasztorze franciszkanów w Buenos Aires, gdzie zmarł 11 maja 1935.